# Ismaïl Aissati
Ismaïl Aissati - em árabe, إسماعيل العيساتي (Utrecht, 16 de agosto de 1988) é um ex-futebolista neerlandês de origem marroquina. 

## Títulos
PSV Eindhoven
- Eredivisie: 2005–06, 2007–08

Ajax
- Eredivisie: 2011–12
- Copa KNVB: 2009–10

Holanda
- Campeonato Europeu Sub-21: 2006, 2007

### Prêmios individuais
- Equipe do torneio do Campeonato Europeu Sub-21 de 2006[1]